# Red & Blu Rugby
Il Red & Blu Rugby è un club di rugby a 15 femminile della provincia di Roma, con sede a Colleferro.
Nato nel 2007 per rappresentare la provincia di Roma, talora disputa incontri in altri centri della provincia, come per esempio Civitavecchia.
Dall'anno del suo esordio in campionato la squadra è sempre riuscita a raggiungere la semifinale per il titolo.